# Abraham Baader

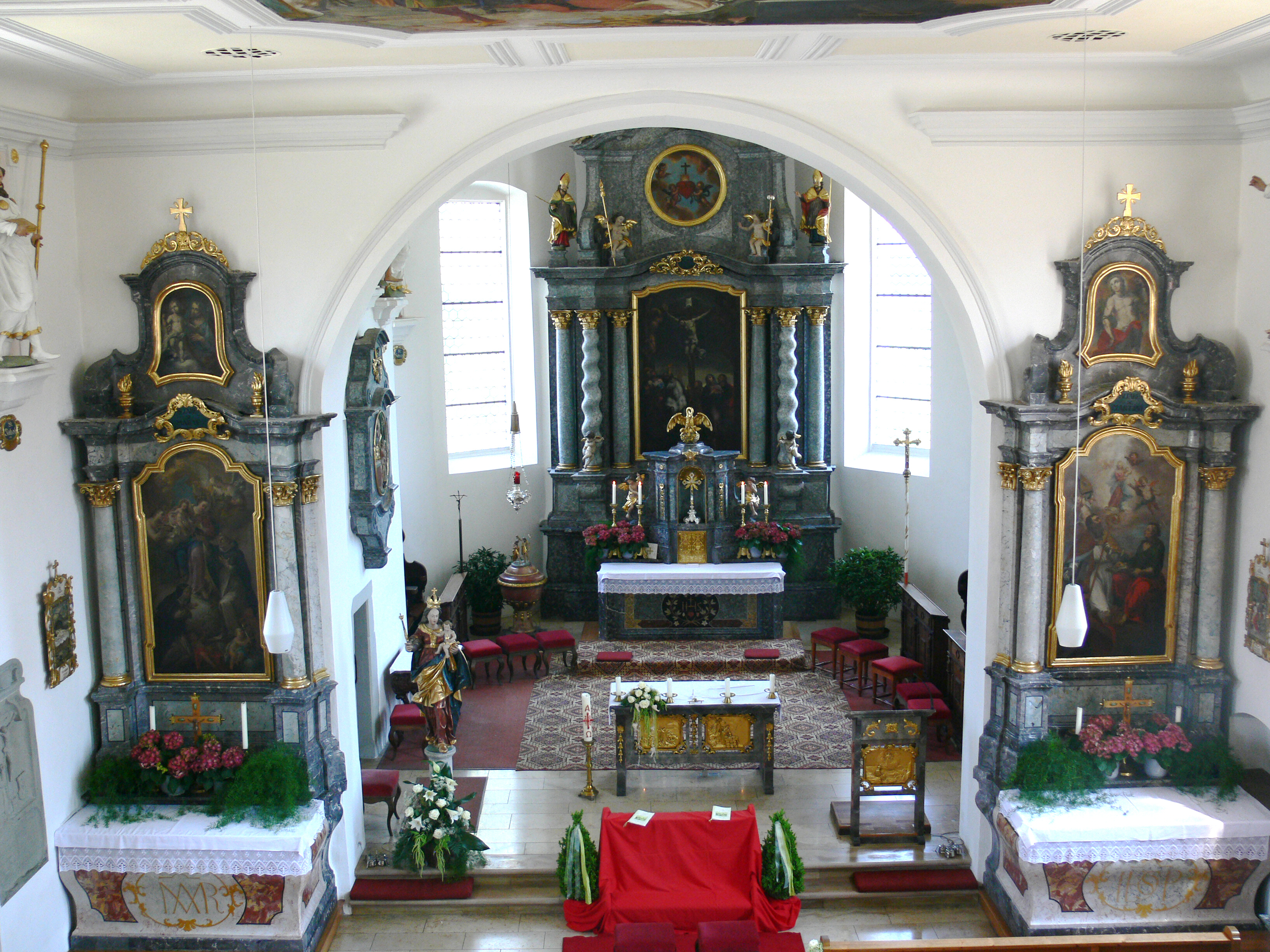
Die Seitenaltäre in St. Ambrosius in Hergensweiler sind das Werk Baaders

Abraham Baader (auch Abraham Bader; * 1694 in Wessobrunn; † 1748 in Mindelheim) war ein deutscher Baumeister und Stuckateur der so genannten Wessobrunner Schule. Er war Teil der weitverzweigten Künstler-Familie der  Baader/Bader. Von 1738 bis 1746 wirkte er in Vorarlberg.
Ihm wird etwa ein um 1720 geschaffener Stuckmarmoraltar in der Oberkapelle der Gruftkapelle St. Michael und Maria Schnee in Mindelheim zugeschrieben. Die Kirche St. Gallus in Bregenz stattete er 1746 mit einem Hochaltar aus. Für die Kirche St. Ambrosius in Hergensweiler schuf er zwei Seitenaltäre. Baader war auch in der Residenz Kempten tätig.

## Werke
- Taufstein und Stuckausstattung von St. Martin in Marktoberdorf
- Stuckmarmoraltäre in Siberatsweiler und Esseratsweiler, zu Achberg gehörig[8]